# Widad Témara
Widad Sportive Témara – marokański klub piłkarski z siedzibą w Témarze. W sezonie 2021/2022 gra w GNFA 1 (trzecia liga).

## Opis
Klub został założony w 1993 roku. W GNF 2 zadebiutował w sezonie 2014/2015 i grał tam nieprzerwanie do sezonu 2020/2021. Najlepszym wynikiem w pucharze Maroka była 1/8 finału w 2018 roku. Zespół gra na Stade Yacoub El Mansour lub Stade Municipal de Témara (5000 widzów). 